# Masoreitae
Los masoreitos (Masoreitae) son una supertribu de coleópteros adéfagos  de la familia Carabidae. 

## Tribus
Tiene las siguientes tribus:
- Corsyrini - Masoreini[1]